# Наука о морали
Наука о морали — различные формы этического натурализма, в которых, мораль рассматривается на основе рационального, эмпирического подхода, к окружающему миру. В этом случае, речь обычно идёт об использовании научного подхода, для определения того, что хорошо и плохо, в противовес распространённому мнению, о том, что «науке нечего сказать по поводу человеческих ценностей».

## Обзор
Наука о морали подразумевает рассмотрение вопроса о том, что является наиболее благоприятным для конкретных людей или всех сознательных существ и как добиться процветания и максимального повышения уровня жизни.  Было предложено, что «мораль» может быть определена на основе фундаментальных предпосылок, необходимых для любой эмпирической, светской или философской дискуссии, и что для ответов на вопросы морали, общество может использовать научные методы.
Нормы, за которые выступают учёные-моралисты (например, право на аборт, эвтаназию, легализацию наркотиков при определённых обстоятельствах), основываются на меняющейся и растущей совокупности человеческого опыта. Даже с учётом признанной степени научного несовершенства и различных семантических проблем, учёные-моралисты могут осмысленно обсуждать вещи, которые почти наверняка «лучше» или «хуже», с точки зрения достижения всеобщего благополучия.

## История

### В философии
Утилитарист, Джереми Бентам обсуждал некоторые из путей, по которым моральные исследования являются наукой. Он критиковал деонтологическую этику, за то, в частности, что в ней отсутствуют предпосылки, которые должны быть приняты в науке о нравственности, чтобы стать действительно полезной — в то время, как в данной науке, действуют правила, которые должны соблюдаться повсеместно, при любых и в каждых обстоятельствах и ситуациях (что беспокоило Бентама).
Уиллард Куайн отстаивал идею натурализации эпистемологии, обращаясь к естественным наукам, психологии, для полного дополнения процесса познания. Его работы способствовали возрождению морального натурализма, в последней половине XX века. Пол Куртц, считающий, что осторожный, светский поиск нормативных правил — жизненно важен для общества, ввёл термин «эвпраксофия» для обозначения своего подхода к нормативной этике. Стивен Пинкер, Сэм Харрис и Питер Сингер считают, что человек постигает, что хорошо, а что плохо, с помощью разума и эмпирической методологии.

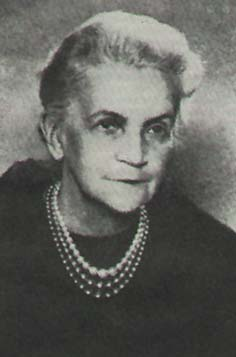
Мария Оссовская использовала научные методы для осмысления истоков возникновения моральных норм.

Мария Оссовская считала, что социология неразрывно связана с философскими размышлениями о морали, в том числе с нормативной этикой. Согласно её предложению, наука должна анализировать: 
1. существующие социальные нормы и их историю,
2. психологию морали и то, как индивиды взаимодействуют с моральными вопросами и предписаниями,
3. социологию морали.

### В популярной литературе
Теория и методы фундаментальной науки о морали подробно рассмотрены в книге Джозефа Дейлидена «Наука о морали: личность, общество и будущие поколения» (1998). В книге Дейлидена, в отличие от Харриса, широко обсуждается соответствующая литература по философии. В книге «Моральный ландшафт: как наука может определять человеческие ценности» Сэм Харрис считает главной целью продемонстрировать, как моральная истина может быть подкреплена «наукой», а точнее, эмпирическими данными, критическим мышлением, философией, но, что самое спорное — научным методом.
Патриция Черчланд считает, что, принимая принцип Юма «есть-должен» Дэвида Юма, использование индукции из предпосылок и определений остаётся верным способом рассуждения в жизни и науке:

Наше моральное поведение, хотя и более сложное, чем социальное поведение других животных, сходно с ним в том, что представляет собой наше стремление правильно распорядиться имеющейся общественной и социальной экологией. ... С точки зрения нейронауки и эволюции мозга, рутинное неприятие научных подходов к моральному поведению на основе предостережения Юма о недопустимости выведения «должного» из «сущего» кажется прискорбным, особенно если это предостережение касается только дедуктивных умозаключений. ... Истина, по-видимому, заключается в том, что ценности, обусловленные стремлением заботиться о собственном благополучии, благосостоянии потомства, сородичей, родственников и других людей, определяют социальные рассуждения по многим вопросам: разрешение конфликтов, поддержание мира, безопасность, торговля, распределение ресурсов и многие другие аспекты социальной жизни во всём её огромном богатстве.
Дейлиден и Леонард Кармайкл предупреждают, что наука носит вероятностный характер, и определённость в ней невозможна. Поэтому следует ожидать, что моральные предписания будут меняться по мере того, как люди будут приобретать новое представление и знания об окружающем мире.

## Взгляды на научные представления о морали

### Обучение, направленное на поощрение хорошего поведения
Наука о морали должна быть направлена на поиск наилучших способов мотивации и формирования личности. К таким способам следует отнести: обучение явным добродетелям, формирование качеств сильного характера, построение ментальных ассоциаций. Всё это, как правило, требует определённого уровня развития практического опыта. Джеймс Рест предположил, что абстрактные рассуждения также являются фактором, влияющим на принятие моральных решений, и подчеркнул, что сами по себе моральные суждения не предсказывают морального поведения: «Моральные суждения могут быть тесно связаны с поведением, в поддержку пропаганды, которое, в свою очередь, влияет на социальные институты, а те, соответственно, создают систему норм и санкций, влияющих на поведение людей». Дейлиден считает, что религия прививает практическое чувство доброжелательности и справедливости, добра и зла. Кроме того, в религии успешно сочетаются искусство и мифы для воспитания моральных ценностей.

#### Роль воздействия правительства
Харрис утверждает, что наука о морали вовсе не подразумевает «оруэлловское будущее», с «учёными возле каждой двери». Напротив, Харрис представляет себе, что данные о нормативных моральных проблемах будут распространяться так же, как и в других науках (например, в рецензируемых журналах по медицине).
Дейлиден уточняет, что правительство, как и любая другая организация, должно обладать ограниченной властью. По его словам, «централизация власти, в руках одного человека или элиты, всегда, в конечном итоге, приводила к значительному ухудшению положения обычного человека в обществе. Именно революционный эксперимент, по созданию демократии — явный разрыв давних традиций — положил конец многовековой историиправящей элиты». Кроме того, учёный прямо заявляет, что правительство должно использовать закон только для обеспечения соблюдения самых основных, разумных, доказанных и широко поддерживаемых моральных норм. Другими словами, существует огромное количество моральных норм, соблюдение которых, в принципе, не должно входить в задачу государственного управления.

#### Роль при наказании
Согласно одному из авторов, для достижения развитого общества, в котором люди руководствуются обусловленными собственными интересами, наказание должно сосуществовать с системой вознаграждения. Например, в соответствии с этой точкой зрения, тюрьма по-прежнему необходима для многих лиц, совершивших преступления. Так происходит, даже в случае, если либертарианская свобода воли является ложной. Причина в том, что наказание всё равно выполняет свои функции: удерживает других людей, от совершения подобных преступлений, воспитывает и напоминает каждому, о принципах существования в социуме и обществе, лишает преступника возможности причинить ещё больший вред, в какой-то мере компенсирует ущерб жертве и исправляет преступника (смотрите также рецидив преступления). Данный автор утверждает, что, по крайней мере, любая тюремная система должна преследовать указанные цели, а вопрос о том, какие виды наказания реализуют поставленные требования наиболее эффективно и насколько, в действительности, различные тюремные системы отвечают этим критериям, является эмпирическим.

### Исследование
Исследованы области мозга, которые постоянно задействованы в процессе рассуждений о моральных проблемах. Нейронная сеть, лежащая в основе принятия моральных решений, накладывается на сеть, связанную с представлением намерений других людей (т.е. теорией мышления), и на сеть, связанную с представлением эмоциональных состояний других людей (викарно переживаемых) (т.е. эмпатией). Таким образом, подтверждается идея о том, что моральное мышление взаимосвязано, как с восприятием ситуации, с точки зрения стороннего наблюдателя, так и с пониманием чувств других людей. Полученные результаты свидетельствуют о том, что нейронная сеть, лежащая в основе моральных решений, вероятно, является доменно-глобальной (т.е. в мозге человека не может быть такого понятия, как «моральный модуль») и разделяется на когнитивную и аффективную подсистемы. 
Важнейшим, общим компонентом моральных суждений является способность обнаруживать морально значимое содержание в данном социальном контексте. Согласно последним исследованиям, в процессе распознавания морального содержания участвует «сенсорная сеть внимания».
В результате анализа было установлено, что система осознания морали реагирует на значимые для человека события и играет важную роль, между сетями внимания и лобными контрольными сетями, в процессе сложных моральных рассуждений и принятия решений. Данное обстоятельство позволяет предположить, что моральное познание включает в себя как восходящие, так и нисходящие аттенционные процессы, опосредованные дискретными крупномасштабными зонами мозга и их взаимодействием.

### Другие последствия
Дейлиден приводит примеры того, как наука может использовать эмпирические данные, для оценки влияния конкретных форм поведения, на благополучие человека и всего общества, в отношении различных моральных проблем. По его мнению, наука поддерживает идею легализации наркотиков, разрешения эвтаназии, при определённых обстоятельствах, а также допускает сексуальное поведение, которое не терпимо в некоторых культурах (в качестве примера, приводит гомосексуальность). Далее, Дейлиден утверждает, что в стремлении уменьшить человеческие страдания — аборт должен быть, не только допустимым, но иногда и моральным долгом (как, в случае, с матерью потенциального ребёнка, который предрасположен к явным неизлечимым болезням). Однако, как и во всех других моральных утверждениях своей книги, Дейлиден непреклонен в том, что эти решения должны основываться на эмпирических данных и соответствовать реальным обстоятельствам.
Идеи культурного релятивизма, по мнению Дейлидена, действительно несут в себе определённые уроки: следователи [полиция] должны быть осторожны в выводах и не судить о поведении человека, не вникая, предварительно, в окружающий контекст событий. Действие может оказаться необходимым и более нравственным, если разобраться в обстоятельствах. Однако, Дейлиден подчёркивает, что это не означает, что все этические нормы или системы одинаково эффективны для обеспечения процветания, и часто приводит в пример, равноправное отношение, к женщинам, во всех случаях, когда это практикуется, как однозначно лучшую, из существующих, с точки зрения морали, практик.

## Критика
Идея формирования научно обоснованной теории морали подверглась многочисленной критике, со стороны учёных и философов. Среди критиков — физик Шон М. Кэрролл, который утверждает, что мораль не может быть частью науки. Вместе с другими критиками в качестве аргумента приводит широко распространённое «различие между фактом и ценностью», согласно которому, научный метод не может ответить на «моральные» вопросы, хотя и способен объяснить нормы, принятые в различных культурах. В противовес этому, учёные-моралисты отстаивают позицию, согласно которой, подобное разделение ценностей и научных фактов («моральный релятивизм») оказывается не только произвольным и иллюзорным, но и препятствует прогрессу на пути принятия мер против документально зафиксированных случаев нарушения прав человека, в различных культурах.
Стивен Джей Гулд утверждал, что наука и религия относятся к «непересекающиеся магистерии». По мнению Гулда, наука занимается вопросами фактов и теорий, но не вопросами смысла и морали — областями религии. Аналогичным образом Эдвард Теллер утверждал, что политика решает, что должно быть правильным, а наука решает, что истинно.
В ходе обсуждения роли натурализма, в таких профессиях, как сестринское дело, философ Тревор Хасси высказывает мнение о том, что наука не интересуется вопросами морали, и называет его «слишком поверхностным». Хотя основное внимание в статье уделяется натурализму в сфере здравоохранения, он продолжает объяснять, что наука может, по крайней мере, интересоваться моралью лишь на базовом уровне. Профессор даже вкратце рассматривает идею о том, что мораль сама по себе может быть научным предметом, и пишет, например, о том, что «...моральные суждения подлежат такому же рациональному, эмпирическому исследованию, как и весь остальной наблюдаемый мир: они являются предметом науки — даже трудным. Если бы удалось доказать, что это так, то мораль оказалась укладывающейся в рамки натурализма. Тем не менее, я не предполагаю в данном случае истинность морального реализма».

## Заметки
1. ↑  To quote Carmichael: "We do not turn aside from what we know about astronomy at any time because there is still a great deal we do not know, or because so much of what we once thought we knew is no longer recognized as true. May not the same argument be accepted in our thinking about ethical and esthetic judgements?"[13]
2. ↑  Joseph Daleiden's final word regarding his book, The Science of Morality, is that “[The study of ethics] should be included with the social sciences and be subject to as rigorous a scientific program of research as any other area of human behaviour. Lacking this scientific rigour, the moral conclusions drawn in this volume must be considered as working hypotheses, some with greater degree of evidentiary support than others. It is the process by which to assess and transmit moral norms that was the primary focus of this work, and I hope it will serve as a new way of deciding moral issues.”
3. ↑  Hussey writes "The relationship between naturalism and morality and politics is complicated, and is difficult to state in a few sentences because it involves deep philosophical issues. Only the briefest discussion is possible here. The most popular view is that science, and hence naturalism, is concerned with objective facts and not with values: with what is the case rather than what ought to be. But this is too simplistic." He gives a reason immediately: "First, at the very least, science can study morality and politics at a descriptive level and try to understand their workings within societies and in the lives of individuals, and investigate their evolutionary origins, their social propagation, and so on." Hussey then describes how scientists must adhere to certain values, but also how values guide what it is that science may investigate. His real interest in the paper is to justify naturalism as a nursing practice, yet he does eventually write: "Finally, the idea that science and morality are separate realms, one dealing with facts the other with values, is not as certain and clear-cut as it seems. Various versions of moral realism are now widely discussed among philosophers (e.g. Railton, 1986, 1996, 2003; Sayre-McCord, 1988; Dancy, 1993; Casebeer, 2003; Shafer-Landau, 2003; Baghramian, 2004; Smith, 1994, 2004). Despite their differences, moral realists generally agree on two principles. First, that our moral utterances, such as ‘Murder is morally wrong’ or ‘We ought to be honest’ are genuine statements and hence they are capable of being either true or false. Second, what makes them either true or false are aspects of the real world, open to objective examination. It can be argued that it is an implication of this thesis that moral judgements are subject to the same kinds of rational, empirical examination as the rest of the world: they are a subject for science – although a difficult one." He continues "If this could be shown to be so, morality would be contained within naturalism. However, I will not assume the truth of moral realism here. It is sufficient to say that it has at least as much credibility as any theory claiming a supernatural or divine foundation for morality: views which, while popular among the general public, do not have widespread support among moral philosophers – for what that is worth." Hussey thus directs discussion back towards Naturalism in nursing because his main point in all this was, in the end, to prove that naturalistic moralities are not necessarily less credible than supernatural ones, and may even be more credible.[29]